# Artur Paczyński
Artur Paczyński (16 de mayo de 1974) es un deportista polaco que compitió en natación. Ganó una medalla de plata en el Campeonato Europeo de Natación en Piscina Corta de 1996, en la prueba de 200 m braza.

## Palmarés internacional
| Campeonato Europeo en Piscina Corta | Campeonato Europeo en Piscina Corta | Campeonato Europeo en Piscina Corta | Campeonato Europeo en Piscina Corta |
| Año                                 | Lugar                               | Medalla                             | Prueba                              |
| ----------------------------------- | ----------------------------------- | ----------------------------------- | ----------------------------------- |
| 1996                                | Rostock (Alemania)                  | Medalla de plata                    | 200 m braza                         |